# Північносибірська низовина
Півні́чносибі́рська низовина́, Тайми́рська низовина́ (рос. Северо-Сибирская низменность) — низовинна рівнина в Красноярському краю і Якутії.
- Довжина 1 400 км,
- Ширина до 600 км.

Витягнуті на північний схід плосковерхі пасма заввишки 200—300 м різко підносяться над широкими сильно заболоченими пониженнями із значною кількістю термокарстових озер.
Складена головним чином морськими та льодовиковими відкладеннями, пісковиками глинистими сланцями.

## Клімат
Клімат субарктичний континентальний, з холодною тривалою (7—8 місяців) зимою і коротким прохолодним літом.
Середня температура січня —30 °С на заході і до —35—37 °С на сході; температура липня 6—10 °С.
Сніжний покрив тримається близько 265 діб. Опадів 250—300 мм на рік.

## Річки
- Пясіна,
- Таймир,
- Хета
- Котуй,
- Хатанга,
- Попігай,
- Анабар
- Єнісей
- Оленьок

Багато озер (найбільше — Таймир). У північній частині переважає лишайникова тундра, e південній — чагарникова; по південній околиці — лісотундра.
Рідколісся на заході утворені модриною сибірською, на сході — модриною даурською. Переважають болотяні і глеєві-болотяні ґрунти із слабо розвиненим гумусовим горизонтом.

## Корисні копалини
Родовища нафти, газу, кам'яного вугілля (Таймирський басейн).